# 法爾斯島 (伊朗)
法爾斯島（羅馬化：jazīreye fârsī）是一个位於波斯湾受伊朗管轄的小荒岛。该岛有一个伊斯兰革命卫队海军基地，並限制公众进入。该岛面积约0.25平方公里，位于北纬27°59'36"，东经50°10'22"，最高海拔为4米。